# Merano
Per l'estat medieval vegeu Ducat de Merània
Merano és un municipi italià, situat a la regió de Trentino – Tirol del Sud i a la província de Bolzano, al districte de Burggrafenamt. L'any 2004 tenia 35.119 habitants. Comprèn les fraccions d'Altstadt (Centro), Obermais (Maia alta), Untermais (Maia bassa), Gratsch (Quarazze), Sinich (Sinigo) i Labers. Limita amb els municipis de Hafling, Tscherms, Algund, Lana, Marling, Burgstall, Schenna, Tirol, i Vöran.

## Situació lingüística
| Pertinença lingüística (cens 2001) | 51,50% alemany |
| Pertinença lingüística (cens 2001) | 48,01% italià  |
| Pertinença lingüística (cens 2001) | 0,49% ladí     |

## Administració
| Període | Identitat      | Partit |
| ------- | -------------- | ------ |
| 2004-   | Günther Januth | SVP    |

## Persones il·lustres
- Karl Erckert, president del Tirol del Sud
- Silvius Magnago, president del Tirol del Sud
- Andreas Pöder, cap d'Union für Südtirol

## Vegeu també

Territori comunal